# Vespa 125 Primavera
Die Vespa 125 Primavera und ähnliche Modelle sind Motorroller des Herstellers Piaggio, der seine klassische Produktlinie unter dem Markennamen Vespa vertreibt.

## Vorgeschichte: 125 Nuova
Die Vespa 125 Nuova ergänzte 1965 die zwei Jahre davor begonnene Baureihe der Smallframes um einen Motor mit 125 cm³, wobei der Zusatz nuova zur Unterscheidung von der Vespa 125 diente. Das Chassis der Vespa 125 Nuova basierte auf dem der Vespa 50: Die Backen sind fester Bestandteil des selbsttragenden Stahlblechrahmens, und der Motor ist nur über eine Klappe zugänglich, wobei dieser um 45° geneigt eingebaut ist. Die Vespa 125 Nuova wurde bis 1967 in 17.100 Stück gebaut.

### Stückzahlen
Das Modell wurde 17.100 mal gebaut.
| Baujahre | Rahmennummern           | Stückzahl |
| -------- | ----------------------- | --------- |
| 1965     | VMA1T ☆01001 - ☆08392   | 7.392     |
| 1966     | VMA1T ☆08393 - ☆014781  | 6.389     |
| 1967     | VMA1T ☆014782 - ☆018100 | 3.319     |

## Erfolgsmodell 125 Primavera
Die Vespa 125 Primavera wurde 1967 als Facelift der Vespa 125 Nuova vorgestellt und entwickelte sich mit über 240.000 gebauten Exemplaren in der 14-jährigen Bauzeit zur erfolgreichsten Baureihe. Verglichen mit der Vespa 125 Nuova ist der Rahmen der Vespa 125 Primavera etwas länger, dafür sind der Beinschild und das Trittblech schmaler. Außerdem verfügt sie über ein Gepäckfach in der linken Seitenbacke. Über der Kaskade prangt das sechseckige Piaggio-Emblem und über dem Rücklicht befindet sich der Schriftzug "125 primavera". Insgesamt wurden drei Serien produziert, die erste mit dem Rücklicht der Vespa 90 SS und einem kursiven "Vespa"-Schriftzug am Beinschild, die zweite ab 1973 mit einem modernen, geraden Schriftzug vorne und die dritte Serie ab 1976 parallel zur Vespa 125 Primavera ET3. Die Produktion endete 1982. Für die Motorisierung sorgte ein 121 cm³ großer Motor mit 5,6 PS. Ursprünglich gab es zwei Farben, Biancospino (Hagedorn-Weiß) mit schwarzer Sitzbank und später zusätzlich Marrone metallizzato (Braun-Metallic) mit cremefarbener Sitzbank.

### Stückzahlen
Das Modell wurde 132.875 mal gebaut.
| Baujahre | Rahmennummern             | Stückzahl |
| -------- | ------------------------- | --------- |
| 1967     | VMA2T ☆020001 - ☆022874   | 2.874     |
| 1968     | VMA2T ☆022875 - ☆031548   | 8.674     |
| 1969     | VMA2T ☆031549 - ☆036266   | 4.718     |
| 1970     | VMA2T ☆036267 - ☆042299   | 6.033     |
| 1971     | VMA2T ☆042300 - ☆049703   | 7.404     |
| 1972     | VMA2T ☆049704 - ☆060345   | 10.642    |
| 1973     | VMA2T ☆060346 - ☆076660   | 16.315    |
| 1974     | VMA2T ☆076661- ☆0102258   | 25.598    |
| 1975     | VMA2T ☆0102259 - ☆0132239 | 29.981    |
| 1976     | VMA2T ☆0132240 - ☆0152875 | 20.636    |

## Nachfolger ET3
Die Vespa 125 Primavera ET3 erweiterte 1976 die sehr beliebte Vespa 125 Primavera, die weiter verkauft wurde, und unterscheidet sich optisch kaum von dieser. Namensgebend war die neu eingeführte elektronische Zündung und der dritte Überströmkanal (ET3 steht für Elettronica Travasi 3), sichtbares Erkennungsmerkmal war der neue Auspuff, der bananenförmig um den Motor geführt wurde ("ET3-Banane"). All diese Maßnahmen führten auch zu einer etwas höheren Motorleistung (ca. 90 km/h). Die Vespa 125 Primavera ET3 wurde in zahlreichen Farben ausgeliefert. 1983 endete die Produktion nach 144.000 gebauten Fahrzeugen.

### Stückzahlen
Das Modell wurde 144.212 mal gebaut.
| Baujahre | Rahmennummern             | Stückzahl |
| -------- | ------------------------- | --------- |
| 1976     | VMB1T ☆01101 - ☆08925     | 7.825     |
| 1977     | VMB1T ☆08926 - ☆26810     | 17.885    |
| 1978     | VMB1T ☆026811 - ☆051703   | 24.893    |
| 1979     | VMB1T ☆051704 - ☆076045   | 24.342    |
| 1980     | VMB1T ☆076046 - ☆0100260  | 24.215    |
| 1981     | VMB1T ☆0100261 - ☆0129919 | 29.659    |
| 1982     | VMB1T ☆0129920 - ☆0144679 | 14.760    |
| 1983     | VMB1T ☆0144680 - ☆0145312 | 633       |

## Technische Daten
|                              | 125 Nuova            | 125 Primavera        | 125 Primavera ET3    | PK 125 (Vergleich)   |
| ---------------------------- | -------------------- | -------------------- | -------------------- | -------------------- |
| Bauzeit                      | 1965–1967            | 1967–1982            | 1976–1983            | 1983–1990            |
| Präfix der Rahmennummer      | VMA1T                | VMA2T                | VMB1T                | VMX5T                |
| Motorbauart                  | Zweitakt-Einzylinder | Zweitakt-Einzylinder | Zweitakt-Einzylinder | Zweitakt-Einzylinder |
| Gemischaufbereitung          | Vergaser             | Vergaser             | Vergaser             | Vergaser             |
| Hubraum                      | 121 cm³              | 121 cm³              | 121 cm³              | 121 cm³              |
| Bohrung × Hub (mm)           | 55 × 51              | 55 × 51              | 55 × 51              | 55 × 51              |
| max. Leistung (PS) bei 1/min | 4,8 4500             | 5,56 5500            | 7,0 5500             | 6,8 5600             |
| Höchstgeschwindigkeit        | 75 km/h              | 80 km/h              | 85 km/h              | 86 km/h              |

## Galerie

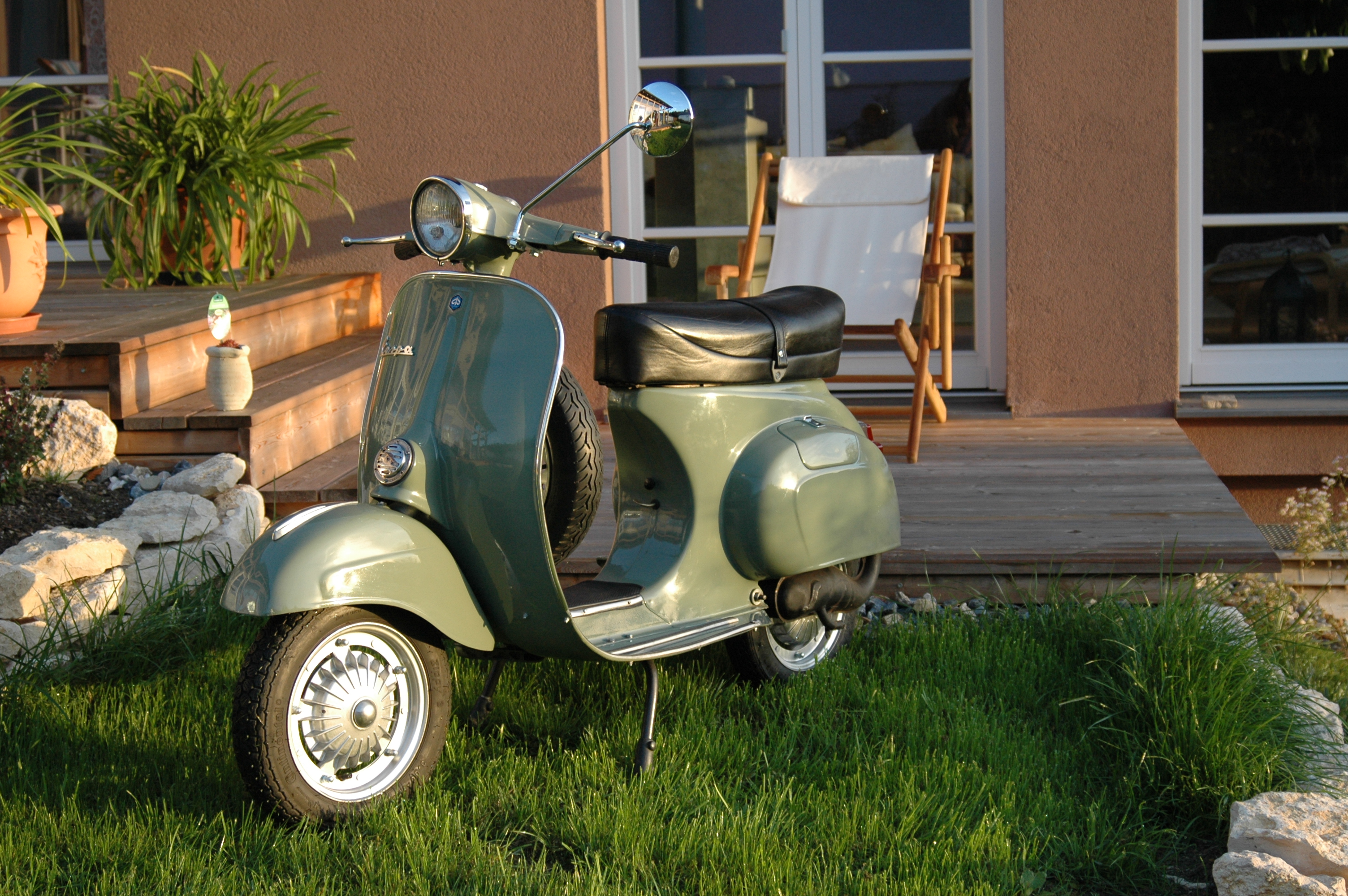
Vespa 125 Primavera ET3
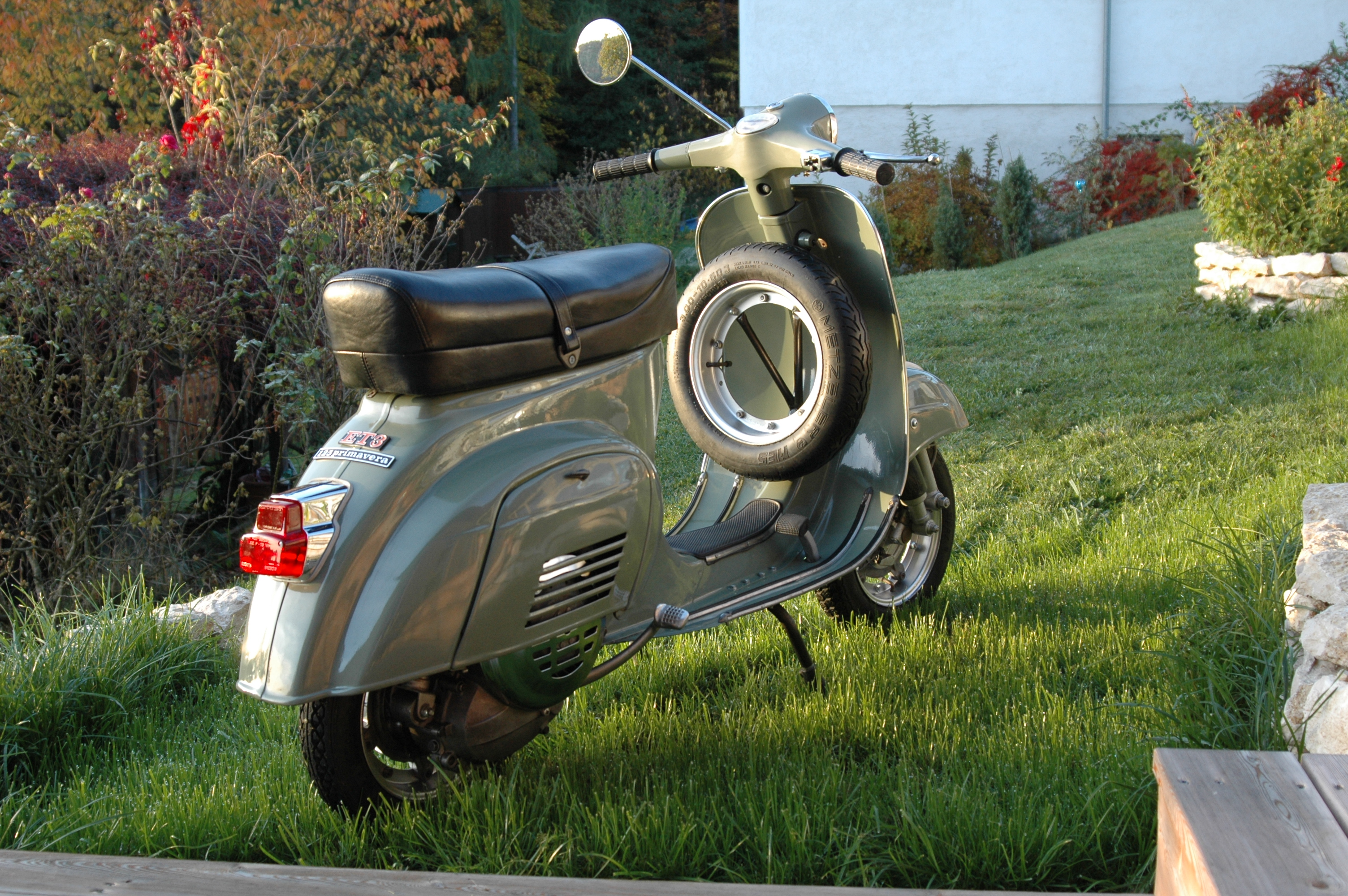
Vespa 125 Primavera ET3
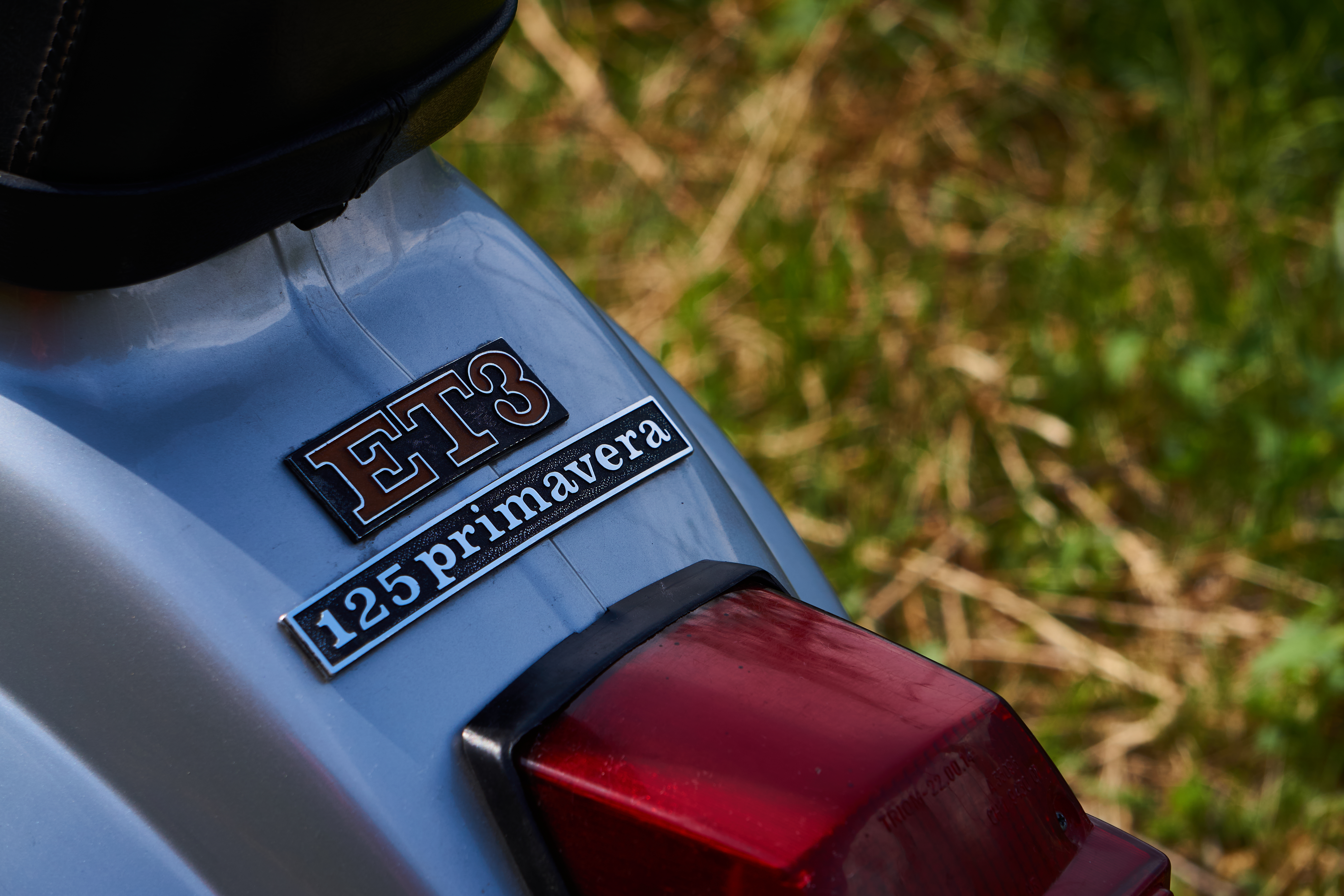
Rückansicht einer Vespa 125 Primavera ET3 mit den Schriftzügen "125 primavera" und "ET3"
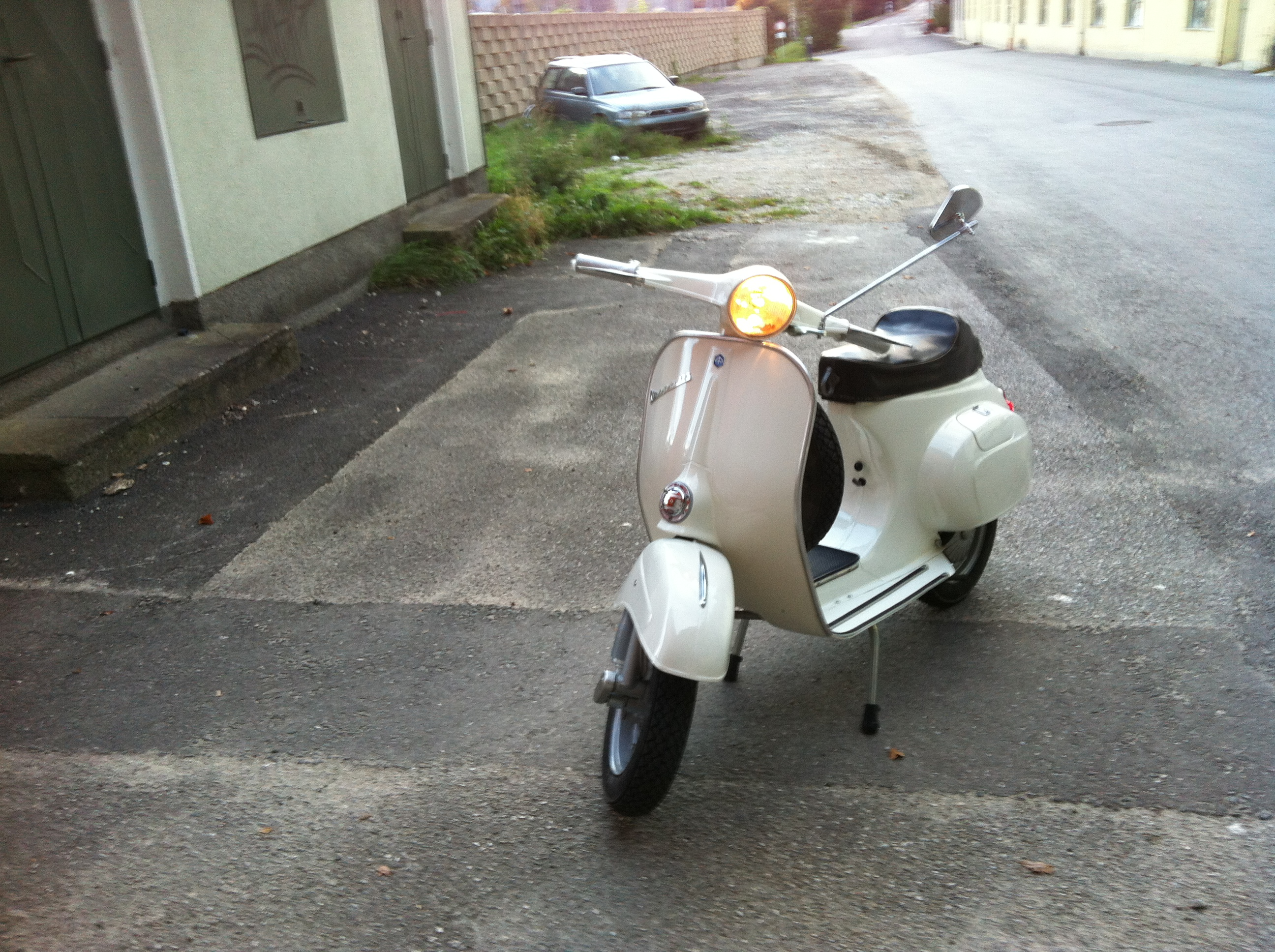
Vespa 125 Primavera 1972